# 阿馬岡 (阿肯色州)
阿馬岡（英語：Amagon）是一個位於美國阿肯色州傑克遜縣的市鎮。

## 地理
阿馬岡的座標為35°33′45″N 91°06′35″W / 35.56250°N 91.10972°W，而該地的平均海拔高度為68米（即223英尺）。

## 人口
根據2020年美國人口普查的數據，阿馬岡的面積為0.29平方千米，皆為陸地。當地共有人口69人，而人口密度為每平方千米237人。